# Eleições estaduais em Minas Gerais em 1955
As eleições estaduais em Minas Gerais em 1955 aconteceram em 3 de outubro como parte das eleições gerais em nove estados cujos governadores exerciam um mandato de cinco anos.
Descendente de tradicional família política, o advogado José Francisco Bias Fortes nasceu em Barbacena e formou-se na Universidade Federal de Minas Gerais. Vereador em sua cidade natal, integrou o Partido Republicano Mineiro e por esta legenda foi eleito deputado estadual em 1914, 1918 e 1922. Após a eleição de Antônio Carlos Ribeiro de Andrada para o Senado Federal em 1924, surgiu uma vaga na bancada mineira e assim Bias Fortes elegeu-se deputado federal em 1924, mas renunciou para assumir a Secretaria de Segurança a convite de Andrada, que em 1926 se elegeu governador de Minas Gerais. Eleito deputado federal pouco antes da Revolução de 1930, passou a fazer oposição a Getúlio Vargas. Eleito deputado federal em 1933, assinou a Constituição de 1934 e foi reeleito nesse mesmo ano. Nomeado prefeito de Barbacena por conta do Estado Novo, ingressou no PSD com o enfraquecimento do regime e foi eleito deputado federal em 1945 subscrevendo a Constituição de 1946. Derrotado por Milton Campos ao disputar o governo mineiro em 1947, foi ministro da Justiça nos meses finais de Eurico Gaspar Dutra como presidente da República. A seguir tornou-se presidente da Caixa Econômica Federal no segundo mandato de Getúlio Vargas e venceu a eleição para governador de Minas Gerais em 1955.
Mineiro de Viçosa, o advogado Artur Bernardes Filho é formado na Universidade Federal do Rio de Janeiro. Fiscal do governo mineiro junto ao Banco Hipotecário e Agrícola após a vitória da Revolução de 1930, foi secretário-geral da Presidência da República no governo de seu pai, Artur Bernardes. Membro do Partido Republicano Mineiro, apoiou a Revolução Constitucionalista de 1932 em oposição a Getúlio Vargas, o que lhe rendeu uma temporada na prisão. Anistiado pela Constituição de 1934, ele e o pai foram eleitos deputados federais no referido ano, mas deixaram a política em virtude do Estado Novo. Novamente preso e deportado, Artur Bernardes Filho pôde voltar ao país depois de algum tempo e foi trabalhar como industrial e também assessor jurídico da Companhia de Seguros Equitativa do Brasil. Seu regresso à política aconteceu em 1943 como subscritor do Manifesto dos Mineiros. Em 1945 ele e o pai foram eleitos deputados federais via PR e sob tal condição assinaram a Constituição de 1946. Eleito e reeleito senador em 1947 e 1950, Bernardes Filho renunciou ao mandato ao ser eleito vice-governador de Minas Gerais em 1955.
Por conta da renúncia acima descrita, a vaga de senador em aberto foi entregue ao médico Péricles Pinto da Silva. Nascido em Curvelo, formou-se em 1930 pela Universidade Federal de Minas Gerais com especialização em clínica geral e ginecologia. Em 1935 foi eleito vereador em sua cidade natal, mas teve seu mandato extinto pelo Estado Novo. Filiado ao PR alcançou uma suplência de deputado federal em 1945, chegando a exercer o mandato, e em 1950 elegeu-se suplente de senador e quando o titular renunciou após as eleições de 1955, foi efetivado.
Fato lastimoso na eleição mineira foi a morte do senador Lúcio Bittencourt num acidente aéreo em Itaobim em 9 de setembro de 1955 no qual morreram ainda o piloto e dois membros de sua comitiva. Candidato ao governo estadual pelo PTB, seu desaparecimento obrigou a legenda a substituí-lo por Gentil Nascimento e causou a efetivação de Lima Guimarães como senador.

## Resultado da eleição para governador
Segundo o Tribunal Superior Eleitoral houve 1.237.149 votos nominais (94,55%), 33.808 votos em branco (2,58%) e 37.481 votos nulos (2,87%) resultando no comparecimento de 1.308.438 eleitores.
| Candidatos a governador do estado | Candidatos a vice-governador | Número | Coligação           | Votação | Percentual |
| --------------------------------- | ---------------------------- | ------ | ------------------- | ------- | ---------- |
| Bias Fortes PSD                   | Ver abaixo -                 | -      | PSD, PR             | 850.064 | 68,71%     |
| Olavo Bilac Pinto UDN             | Ver abaixo -                 | -      | UDN (sem coligação) | 374.283 | 30,25%     |
| Gentil Nascimento PTB             | Ver abaixo -                 | -      | PTB (sem coligação) | 12.802  | 1,04%      |

## Resultado da eleição para vice-governador
Segundo o Tribunal Superior Eleitoral houve 1.220.991 votos nominais (93,32%), 43.480 votos em branco (3,32%) e 43.967 votos nulos (3,36%) resultando no comparecimento de 1.308.438 eleitores.
| Candidatos a vice-governador | Candidatos a governador do estado | Número | Coligação           | Votação | Percentual |
| ---------------------------- | --------------------------------- | ------ | ------------------- | ------- | ---------- |
| Artur Bernardes Filho PR     | Ver acima -                       | -      | PSD, PR             | 644.031 | 52,75%     |
| Osvaldo Pieruccetti UDN      | Ver acima -                       | -      | UDN (sem coligação) | 334.301 | 27,38%     |
| José Raimundo PTB            | Ver acima -                       | -      | PTB (sem coligação) | 242.659 | 19,87%     |